# Verhängnisvolle Freundschaft
Verhängnisvolle Freundschaft (Originaltitel: L’Adoption) ist ein französischer Film von Marc Grunebaum aus dem Jahr 1979.
Der Film war Grunebaums Debüt als Filmregisseur und blieb gleichzeitig sein einziger Spielfilm.

## Inhalt
Der siebzehnjährige, von epileptischen Anfällen geplagte Etienne, wird von den Dorfbewohnern beschuldigt, einen Brand gelegt zu haben. Er taucht bei dem Künstlerehepaar Catherine und Jacques unter. Jacques ist Maler und unterrichtet nebenbei Kinder in einem Heim für geistig Behinderte. Catherine langweilt sich in dem Dorf und mit ihrem Ehemann. Etienne gewöhnt sich an das Paar und erfährt zum ersten Mal in seinem Leben Zuwendung und Freundlichkeit. Man lebt wie eine Familie zusammen, und Etienne spricht von dem Paar als von seinen Eltern. Die Situation gerät jedoch aus dem Gleichgewicht, als sich Etienne in Catherine verliebt. Als er zurückgewiesen wird, brechen immer wieder epileptische Anfälle bei ihm aus, und er zerstört in einem dieser Anfälle die Bilder von Jacques. Als Catherine merkt, dass sie schwanger ist, bittet Etienne Jacques zu gehen. Daraufhin gerät Etienne in Wut und bringt die beiden um.